# Kloster Vitorchiano
Kloster Vitorchiano (lat.  Abbatia B. M. Sancti Ioseph de Vitorchiano; ital. Monastero Trappiste Nostra Signora de San Giuseppe) ist seit 1957 eine italienische Trappistinnenabtei in Vitorchiano bei Viterbo.

## Geschichte
Die 1875 von Kloster Lyon-Vaise ausgehende Gründung Kloster San Vito wurde 1898 nach Grottaferrata verlegt und 1957 von dort nach Vitorchiano. Die Abtei unternahm Tochtergründungen auf mehreren Kontinenten. In Vitorchiano ruhen seit 1957 die sterblichen Überreste der seligen Maria Gabriella Sagheddu.

### Gründungen
- Trappistinnenabtei Valserena (1968)
- Kloster Hinojo, Argentinien (1973)
- Kloster Quilvo, Chile (1981)
- Kloster Humocaro, Venezuela (1985)
- Trappistinnenabtei Gedono in Salatiga, Java (Insel), Erzbistum Semarang, Indonesien (1987, 1994 Priorat, 2000 Abtei, siehe Seite Abtei Gedono auf der Homepage der Trappisten, sowie deren Gründung)
  - Trappistinnenkloster Macau in Macau, Bistum Macau, Volksrepublik China (2011), Our Lady Star of Hope (“Maria Hoffnungsstern”). Siehe Webauftritt des Klosters Macau und Seite des Klosters Macau auf der Homepage der Trappisten
- Trappistinnenabtei Matutum, Philippinen (1995; Webauftritt)
- Trappistinnenabtei Naší Paní nad Vltavou, Tschechien (2007)
- Santa Maria Mãe da Igreja, Palaçoulo, Portugal (2018)

### Äbtissinnen
- Immaculata Tiraboschi (1953–1958)
- Armanda Borroni (1958–1964)
- Cristiana Piccardo (1964–1988)
- Rosaria Spreafico (ab 1988)